# Смарагд
Смарагд ( је варијетет берила. Зелене је боје са хромом у траговима, а понекад и ванадијумом. Изузетно је цењен и по тежини се сматра највреднијим драгим каменом. Берил има тврдоћу 7,5 до 8 по Мосовој скали тврдоће. Ипак ефективна тврдоћа смарагда је мања због фрактура и инклузија. Већина смарагда има доста инклузија (убачених делова) тако да се ипак лакше ломе него што би се очекивало по степену тврдоће. Смарагди се јављају у много нијанси зелене и плавозелене боје. Постоји широк спектар јасноће, који зависи од инклузија и расцепа кристала. Највећу цену достиже јасно камење са тамном, али живахном бојом.
Већина смарагда се уљи, да би се побољшала јасноћа. Уље од кедра се често користи у ту сврху, јер има сличан индекс преламања. При трговини драгим камењем не прихвата се уљење зеленим уљем.
У античком времену смарагди су се копали у Египту, Аустрији и Свату у северном Пакистану. Редак тип смарагда зван трапиш налази се у Колумбији. Колумбијски смарагди су најцењенији због јасноће. Добри смарагди копају се и у Замбији, Бразилу, Зимбабвеу, Мадагаскару, Пакистану, Индији, Авганистану и Русији. Вредност смарагда зависи од брушења, боје, јасноће и броја карата.

## Синтетички смарагд
Смарагди су ретко и вредно драго камење и због тога се покушало са синтетичком производњом смарагда. Први успешан комерцијални произвођач синтетичких смарагда био је Карол Чатам. Други велики произвођач је Пјер Жилсон, који их производи од 1964. Обично се безбојни берил користи као центар кристализације. Кристал расте око 1 милиметар месечно, тако да се за 7 месеци произведе смарагд величине 7 милиметара. Први веома успешан комерцијални смарагд се продавао као „Емерита“ или „Симералди“, а производња је била у Инзбруку. Од 1965. до 1975 Јунион Карбид производи синтетичке смарагде хидротермалним процесом. Постижу раст и трећину милиметра дневно.

## Културна и историјска употреба
Смарагд се сматра традиционалним драгим каменом за оне рођене у мају, као и оне рођене у знаку бика и рака.

## Смарагдно зелена као пигмент
Смарагдно зелена је изумљена у Немачкој 1814. Узимањем сирћетне киселине, мешањем и кувањем с сирћетом, а затим додавањем арсена настала је светла плаво-зелена нијанса. Током 19. века паришко зелена боја, која садржи арсен, стављала се на тржиште као смарагдно зелена. Била је позната по томе што је узроковала смрт, јер је била популарна боја која се користила за тапете. Викторијанске су жене ову светлу боју користиле за хаљине, а цвећарице на лажном цвећу.
Смарагдно зелена (енг. emerald) или швајнфуртска зелена уведена је у употребу почетком 19. века. Има светлозелену нијансу, отровна је и непостојана према светлости и киселинама, реактивно се понаша према многим пигментима. Замењена је синтетским органским бојама.

### Виридиан
Виридиан или хромхидроксидна зелена је плаво-зелени пигмент, хидратизовани хром(III) оксид, средње засићености и релативно тамне нијансе. Састоји се више од зелене него плаве боје. Тачније, реч је о тамној нијанси пролетно зелене боје. Виридиан узима своје име од латинског viridis, што значи „зелено”. Прва забележена употреба виридиана као назива боја на енглеском језику била је око 1860.
Хромхидроксидна зелена или виридиан се често назива и емерод зелена (фра. vert emeraude), што би се могло превести као смарагдно зелена. Врло брзо након проналаска, седамдесетих година 19. века постала је тражена зелена боја. Хромхидроксидна зелена је дубље зелене обојености, прозирна и слабије покривне моћи, отпорна према светлости, алкалијама и киселинама. Користи се у свим техникама сликања. Уљана боја суши умереном брзином иако се припрема с више везива, а осушени премаз је еластичан и постојан. Хромхидроксидна зелена приликом загрејавања губи воду градећи хромов оксид блеђе маслинасте нијансе.

## Значајни смарагди
| Смарагд                      | Порекло                          | Величина                                               | Локација                                     |
| ---------------------------- | -------------------------------- | ------------------------------------------------------ | -------------------------------------------- |
| Баија смарагд                | Бразил, 2001                     | 180.000 карата, кристали у стени домаћина              | Шериф округа Лос Анђелес                     |
| Каролински цар               | Сједињене Државе, 2009           | 310 карата несечен, 64,8 карата сечен                  | Музеј природних наука Северне Каролине, Рали |
| Кредни смарагд               | Колумбија                        | 38,40 карата сечен, затим поново сечен до 37,82 карата | Национални природњачки музеј, Вашингтон      |
| Смарагд војводе од Девоншира | Колумбија, пре 1831              | 1.383,93 карата несечен                                | Природњачки музеј у Лондону                  |
| Смарагд Сент Луиса           | Аустрија, вероватно хабахтал     | 51,60 карата сечен                                     | Национални природњачки музеј, Париз          |
| Гачала смарагд               | Колумбија, 1967                  | 858 карата несечен                                     | Национални природњачки музеј, Вашингтон      |
| Могул Могал смарагд          | Колумбија, 1107 A.H. (1695–1696) | 217,80 карата сечен                                    | Museum of Islamic Art, Doha, Катар           |
| Рокфелеров смарагд           | Колумбија                        | 18к04 карата, сечен ортогоналним кораком               | Приватна колекција                           |
| Патрицијин смарагд           | Колумбија, 1920                  | 632 карата несечен, дихексагоналан (дванаестострани)   | Амерички природњачки музеј, Њујорк           |
| Мим смарагд                  | Колумбија, 2014                  | 1.390 карата несечен, дихексагоналан (дванаестострани) | Мим музеј, Бејрут                            |

## Галерија
- Смарагд
- Смарагд на кварцу, из рудника Карнајба, Пиндобаку, ултрамафички комплекс Кампо Формосо, Баија, Бразил
- Кредно смарагдни прстен, садржи смарагда врхунског квалитета од 37 карата, у америчком Националном музеју природне историје
- Смарагдни кристали
- Петокаратни смарагд из Муза са хексагоналним попречним пресеком
- Гачала смарагд, један од највећих драгуљских смарагда на свету, на 858 carats (171,6 g). Пронађен 1967. године у руднику Ла Вега де Сан Хуан у Гачали, Колумбија. Чува се у Националном природњачком музеју у Вашингтону
- Колумбијски смарагди
- Груби смарагдни кристали из долине Пањшир у Авганистану
- Велики, дихексагонални призматични кристал од 1.390 карата нерезан са тамнозеленом бојом. Он је прозиран и садржи мало инклузија у горњих 2/3, а прозиран је у доњем делу. Смештен у Мим музеју, Бејрут, Либан.